# الفرعة الحمراء (لودر)

تعديل مصدري - تعديل

الفرعة الحمراء هي إحدى قرى عزلة زارة بمديرية لودر التابعة لمحافظة أبين، بلغ تعداد سكانها 75 نسمة حسب تعداد اليمن لعام 2004.